# TARDIS

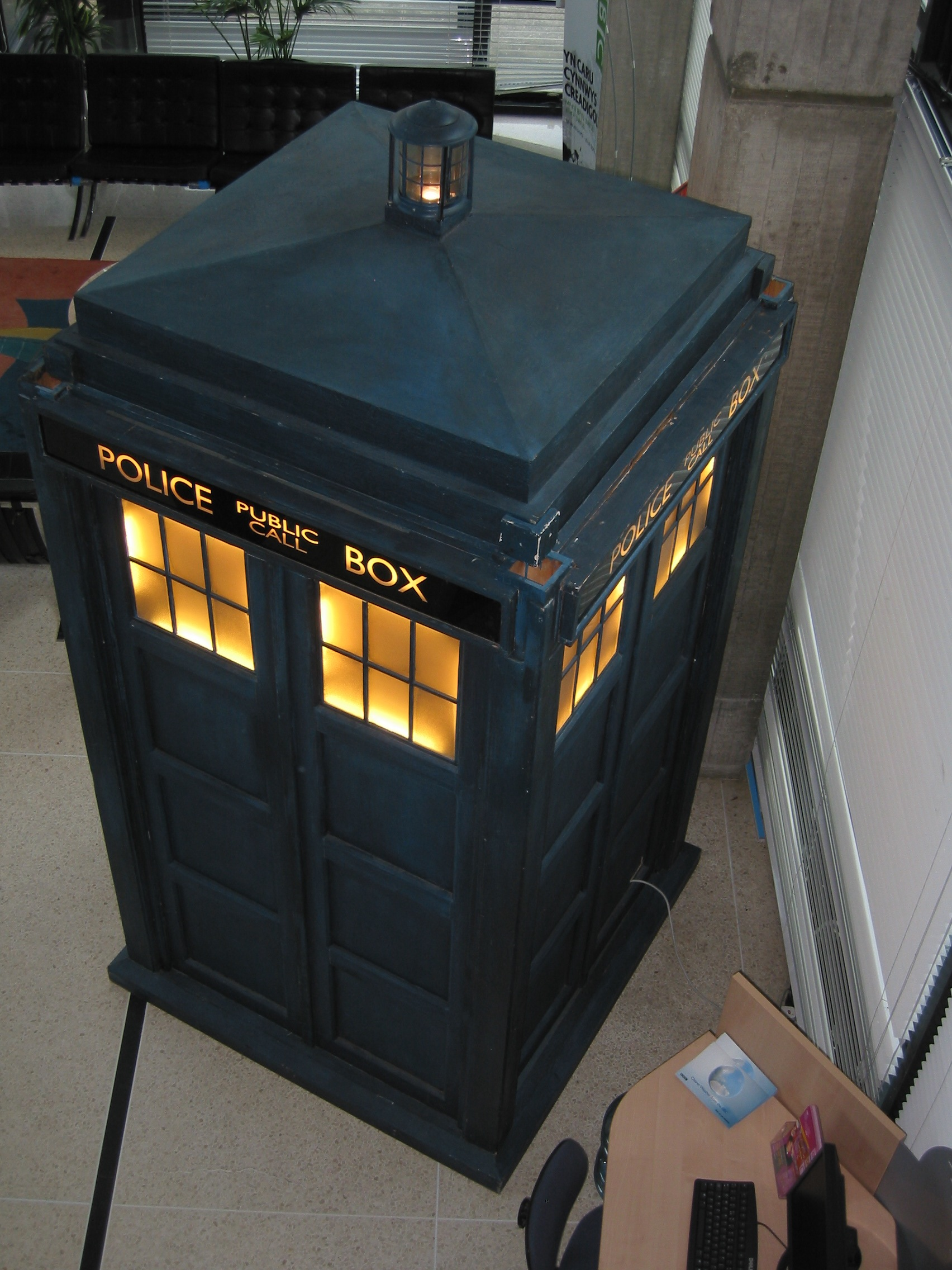
Současná Doktorova TARDIS

TARDIS (the TARDIS) je stroj času a vesmírné plavidlo z britského sci-fi seriálu Doctor Who a je zkratkou pro Time And Relative Dimension(s) In Space, tedy Čas a Relativní Rozměr ve Vesmíru.
Je produktem technologií Pánů času (Time Lord technology) a řádně udržovaná a řízená TARDIS se dokáže přemístit do libovolného bodu v čase i prostoru. Uvnitř je TARDIS mnohem větší než zvenku a díky maskovacímu zařízení chameleóní obvod (chameleon circuit) dokáže dokonale splynout s okolím. V seriálu Doktor řídí starou, nespolehlivou a ukradenou TARDIS typu 40, známou také jako TT kabina (TT Capsule), jejíž chameleóní obvod se porouchal a tak stále vypadá jako policejní budka z 50. let. Doktor ji mohl opravit, avšak jemu se tento styl začal líbit. Tardis byla ukradena z Gallifrey, kde podstoupila údržbu a byla snížena její nepředvídatelnost, jež je úměrná velikosti celého vesmíru, což bývá častá zápletka Doktorových cest.
Vchod do TARDIS ústí do centrální kruhové místnosti sřídícím panelem, ale díky tomu je to vlastně kapesní dimenze se dá vchod umístit kamkoliv.
Vzhled vnitřku TARDIS se časem mění, takže při průchodu seriálem se můžeme setkat s různými designy.

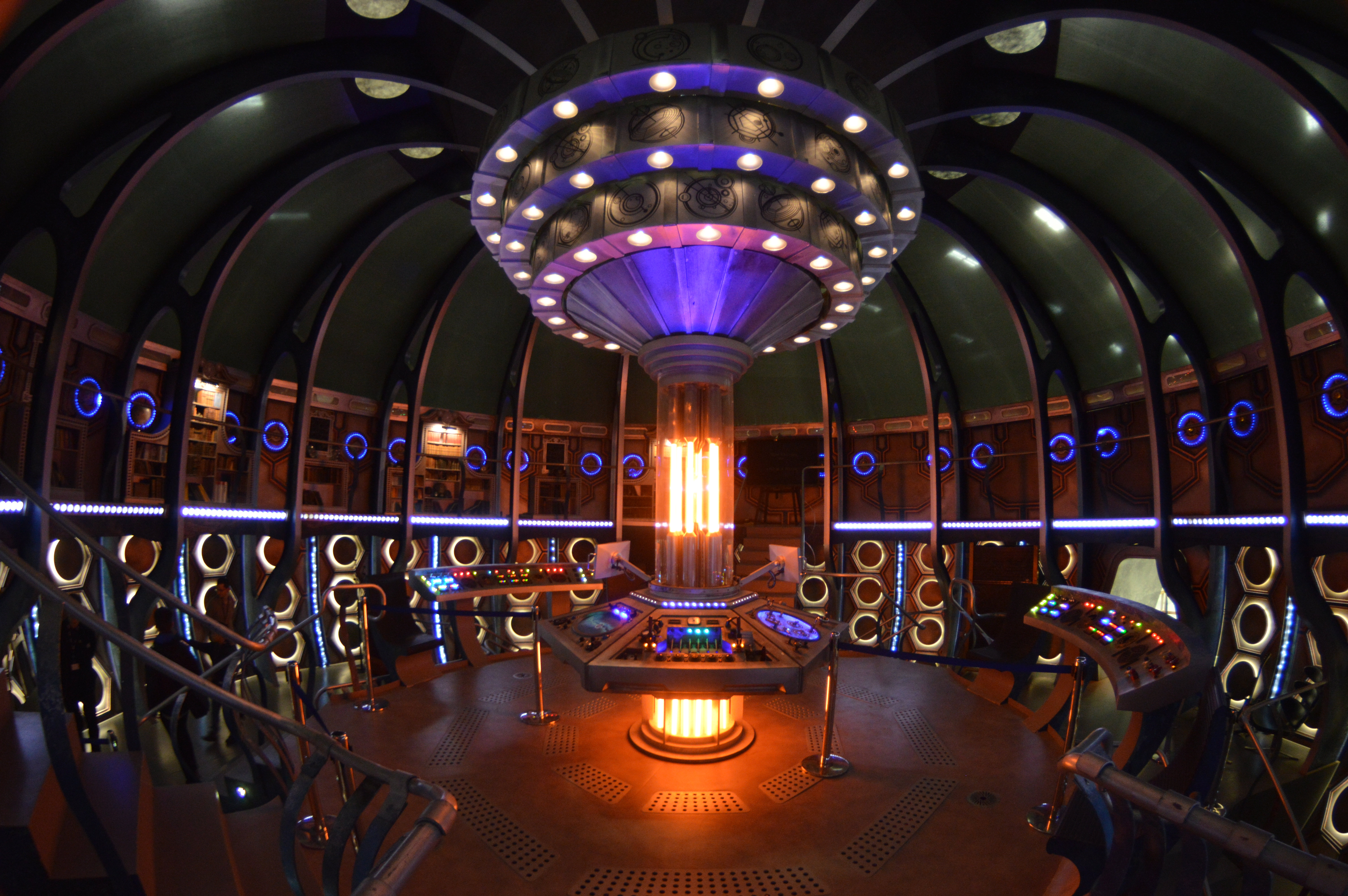
kontrolní místnost

TARDIS je navržena, aby ji řídilo 6 lidí, díky tomu se Doctorova TARDIS třese, protože jí řídí sám.
Ačkoliv je TARDIS typ lodi, nebo spíše jeden specifický, bývá často označována jako ta TARDIS (The TARDIS), v některých prvních dílech seriálu pouze jako loď (the ship).
TARDIS byla vždy považována za živou bytost. V jednom z dílů sci-fi seriálů se její duše dokonce dostala do lidského těla. Doktora několikrát zachránila od smrti. Má svůj specifický zvuk, který lze vždy poznat. Tento zvuk přináší lidem naději. V jednom díle zmiňuje River Song, že tento typický zvuk je způsoben zataženou ruční brzdou.
Doctor Who se stal součástí britské kultury a tak se tvar policejní budky spojuje právě s TARDIS a slovo „TARDIS“ začalo být užíváno k popsání něčeho, co se zvenčí zdá menší, než je uvnitř. TARDIS je registrovanou obchodní známkou společnosti BBC.

## Doktorova TARDIS
Doktorova TARDIS je zastaralý typ: „Type 40 TT kapsle“. Říká že si TARDIS vypůjčil z muzea (v novější dílech říká, že z opravny), ale ve skutečnosti ji ukradl. Doktor ji má velice rád a říká jí „Krásko“.

## Zajímavosti
V jednom díle seriálu bylo zmíněno, že je TARDIS nekonečně velká. Dále je například známo, že TARDIS překládá a tak se Doctor se svými společníky vždy dorozumí na jakémkoliv místě.